# Пахтакор (спортивне товариство)
Спортивне товариство «Пахтакор» (узб. Sport jamiyati «Paxtakor»; рос. Спортивное общество «Пахтакор») — республіканське сільське добровільне спортивне товариство Узбецької РСР, створене 1951 року. 1956 року «Пахтакор» змінив структуру і прийняв до себе колективи профспілкового ДСТ «Урожай». Найвідоміший представник товариства — футбольна команда «Пахтакор» (Ташкент), яка виступала у найвищій лізі Радянського Союзу.
«Пахтакор» перекладається з узбецької як «бавовняр». Квітка бавовнику була розміщена на емблемі товариства. У 1956 році створено однойменний футбольний клуб та відкрито стадіон «Пахтакор» у Ташкенті. Значну допомогу в розвитку товариства надавав тодішній Голова Президії Верховної Ради Узбецької РСР Шараф Рашидов.
Станом на 1960 рік у складі товариства було 1485 колективів фізичної культури, що об'єднували близько 200 тисяч осіб. За 1959 рік «Пахтакор» підготував 1 майстра спорту.
Станом на 1972 рік «Пахтакор» об'єднував 932,7 тисячі фізкультурників (з усіх 2149,0 тис. фізкультурників республіки).